# Tour de Romandía 1968
La 22.ª edición del Tour de Romandía se disputó del 9 de mayo al 12 de mayo de 1968 con un recorrido de 781,1 km dividido en 6 etapas, con inicio y fin en Ginebra.
El vencedor fue el belga Eddy Merckx, cubriendo la prueba a una velocidad media de 35,6 km/h.

## Etapas[1]
| Etapa | Recorrido             | Km   | Ganador             |
| 1.ªa  | Ginebra               | 4,3  | Eddy Merckx         |
| 1.ªb  | Ginebra-Boncourt      | 223  | Eddy Merckx         |
| 2.ª   | Boncourt-Bulle        | 195  | Michele Dancelli    |
| 3.ªa  | Bulle-Sierre          | 133  | Valere Van Sweevelt |
| 3.ªb  | Sierre-Crans-Montana  | 13,8 | Robert Hagmann      |
| 4.ª   | Crans-Montana-Ginebra | 212  | Gianni Motta        |

## Clasificaciones
Así quedaron los diez primeros de la clasificación general de la segunda edición del Tour de Romandía
| \| 1. \| Eddy Merckx \| Bélgica \| 21h55'58" \| \| \| 2. \| Raymond Delisle \| Francia \| + 1'14" \| \| \| 3. \| Robert Hagmann \| Suiza \| + 1'27" \| \| \| 4. \| Mariano Díaz \| España \| + 2'38" \| \| \| 5. \| Edy Schutz \| Luxemburgo \| + 2'43" \| \| \| 6. \| Jean Dumont \| Francia \| + 2'49" \| \| \| 7. \| Joaquin Galera \| España \| + 3'01" \| \| \| 8. \| Michele Dancelli \| Italia \| + 3'19" \| \| \| 9. \| André Bayssière \| Francia \| + 3'40" \| \| \| 10. \| Italo Zilioli \| Italia \| + 3'50" \| \| |                  |            |           |  |
| 1. | Eddy Merckx      | Bélgica    | 21h55'58" |  |
| 2. | Raymond Delisle  | Francia    | + 1'14"   |  |
| 3. | Robert Hagmann   | Suiza      | + 1'27"   |  |
| 4. | Mariano Díaz     | España     | + 2'38"   |  |
| 5. | Edy Schutz       | Luxemburgo | + 2'43"   |  |
| 6. | Jean Dumont      | Francia    | + 2'49"   |  |
| 7. | Joaquin Galera   | España     | + 3'01"   |  |
| 8. | Michele Dancelli | Italia     | + 3'19"   |  |
| 9. | André Bayssière  | Francia    | + 3'40"   |  |
| 10. | Italo Zilioli    | Italia     | + 3'50"   |  |